# Kerai Mariur
Kerai Mariur, né le 4 juin 1951 à Ollei, dans l'État de Ngarchelong aux Palaos, est un homme politique palaosien. Il est vice-président des Palaos de 2009 à 2013.
Après 4 investitures à la chambre des délégués de l'État de Ngarchelong, Kerai Mariur est choisi par Johnson Toribiong comme candidat à la vice-présidence lors des élections présidentielles de 2008. Johnson Toribiong gagne les élections au second tour avec 51,12 % des suffrages exprimés. Kerai Mariur est ainsi investi vice-président le 15 janvier 2009.

## Biographie
Ses qualifications incluent un diplôme en administration des affaires et une comptabilité supérieure du Cannon's International Business College à Honolulu, aux États-Unis. Membre du Congrès national des Palaos en tant que membre de la Chambre des délégués pour quatre mandats, Mariur a joué un rôle clé dans la législature économique et environnementale de la république des Palaos. Au cours de son mandat au Congrès, Mariur a été accrédité dans les lois suivantes : loi sur la protection marine, loi sur le droit d'auteur de la république de Palaos et loi sur le réseau d'aires protégées. Ses mandats au cours de son mandat au congrès incluent la présidence du Comité permanent de la jeunesse et des affaires culturelles, des affaires judiciaires et gouvernementales, de l'environnement et de l'écologie, et des voies et moyens des questions financières.
Johnson Toribiong a choisi Mariur pour être son candidat au poste de vice-président lors de l'élection de 2008 aux Palaos. Après avoir remporté les élections, elles ont été inaugurées le 15 janvier 2009. Mariur est également devenue ministre de l'Administration et des Finances.